# Modul (Mathematik)
Ein Modul [ˈmoːdʊl] (Maskulinum, Plural: Moduln [ˈmoːdʊln], die Deklination ist ähnlich wie die von Konsul; von lateinisch modulus, Verkleinerungsform von modus, „Maß“, „Einheit“) ist eine algebraische Struktur, die eine Verallgemeinerung eines Vektorraums darstellt.
Ähnlich wie bei Ringen wird je nach Teilgebiet und Lehrbuch unter einem Modul etwas Unterschiedliches verstanden. Ebenfalls leicht abweichend sind dann die Definitionen von Morphismen sowie Unter- und Oberstrukturen. Mathematisch ausgedrückt handelt es sich bei diesen unterschiedlichen Modulbegriffen um unterschiedliche Kategorien.

## Moduln über einem kommutativen Ring mit Einselement
Ein Modul über einem kommutativen Ring {\displaystyle (R,+,\cdot )} oder kurz {\displaystyle R}-Modul ist eine additive abelsche Gruppe {\displaystyle (M,+)} zusammen mit einer Abbildung
{\displaystyle R\times M\to M,\quad (r,m)\mapsto r\cdot m}           (genannt Multiplikation mit Skalaren, Skalarmultiplikation),
so dass gilt:
{\displaystyle r_{1}\cdot (r_{2}\cdot m)=(r_{1}\cdot r_{2})\cdot m}
{\displaystyle (r_{1}+r_{2})\cdot m=r_{1}\cdot m+r_{2}\cdot m}
{\displaystyle r\cdot (m_{1}+m_{2})=r\cdot m_{1}+r\cdot m_{2}}
Fordert man zusätzlich noch für {\displaystyle (R,+,\cdot )} ein Einselement {\displaystyle 1} mit
{\displaystyle 1\cdot m=m},
so nennt man den {\displaystyle R}-Modul unitär (englisch: unital). Manche Autoren verlangen für Ringe grundsätzlich die Existenz eines Einselements, und dann ebenfalls für Moduln über Ringen. Ist {\displaystyle R} ein Körper, bildet also zusätzlich {\displaystyle (R\backslash \{0_{R}\},\,\cdot )} eine abelsche Gruppe, so sind die unitären Moduln über {\displaystyle R} gerade die Vektorräume über {\displaystyle R}.
Bemerkung: Der Begriff des Vektorraums ist also eigentlich überflüssig, da er ein Spezialfall des allgemeineren Begriffs des unitären Moduls ist. Tatsächlich ermöglicht aber die Zusatzbedingung, dass {\displaystyle R} ein Körper ist, so viele Ergebnisse, die in der allgemeinen Situation nicht richtig sind, dass es üblich ist, den Spezialfall durch einen eigenen Begriff vom allgemeinen Fall abzugrenzen.
Das Studium von Moduln über kommutativen Ringen ist Gegenstand der kommutativen Algebra.

### Abelsche Gruppen
Jede additive abelsche Gruppe {\displaystyle G} ist auf eindeutige Weise ein unitärer {\displaystyle \mathbb {Z} }-Modul, d. h. ein unitärer Modul über dem kommutativen Ring der ganzen Zahlen. Sei {\displaystyle m\in G}. Wegen
{\displaystyle 1\cdot m=m,\,0\cdot m={\mathfrak {0}}}
muss für {\displaystyle k\in \mathbb {Z} } mit {\displaystyle k\geq 0} gelten:
{\displaystyle k\cdot m=\underbrace {(1+\dotsb +1)} _{k{\text{-mal}}}\cdot m=\underbrace {m+\dotsb +m} _{k{\text{-mal}}}}
und analog:
{\displaystyle (-k)\cdot m=-\underbrace {(m+\dotsb +m)} _{k{\text{-mal}}}} 
Da diese einzig mögliche Verknüpfung aber die Modulaxiome erfüllt, folgt die Behauptung. Folgende Zahlenbereiche sind additive Gruppen und damit {\displaystyle \mathbb {Z} }-Moduln:
- die ganzen Zahlen {\displaystyle \mathbb {Z} } selbst
- die rationalen Zahlen {\displaystyle \mathbb {Q} }
- die reellen Zahlen {\displaystyle \mathbb {R} }
- die algebraischen Zahlen {\displaystyle \mathbb {A} } bzw. {\displaystyle \mathbb {A} \cap \mathbb {R} }
- die komplexen Zahlen {\displaystyle \mathbb {C} }

### Oberringe als Moduln
Ist {\displaystyle (S,+,\cdot )} ein Oberring von {\displaystyle (R,+,\cdot )}, so ist {\displaystyle (S,+)} definitionsgemäß eine abelsche Gruppe.
Schränkt man die Ringmultiplikation von {\displaystyle S} auf die Menge {\displaystyle R\times S} ein, so definiert dies die nötige Skalarmultiplikation, um {\displaystyle S} in natürlicher Weise als Modul über {\displaystyle R} zu betrachten. Besitzen {\displaystyle R} und {\displaystyle S} dasselbe Einselement, so ist der Modul unitär.
Sind {\displaystyle R} und {\displaystyle S} sogar Körper, so spricht man in dieser Situation von einer Körpererweiterung. Die Modulstruktur wird dann, wie oben beschrieben, zu einer Vektorraumstruktur. Die Betrachtung dieser Vektorraumstruktur ist ein unverzichtbares Hilfsmittel bei der Untersuchung von Körpererweiterungen.
Bemerkung: Die im vorherigen Kapitel genannten Zahlbereiche sind alle Oberringe von {\displaystyle \mathbb {Z} }, was ebenfalls zeigt, dass sie in natürlicher Weise {\displaystyle \mathbb {Z} }-Moduln sind.

### Vektorräume mit einer linearen Abbildung in sich selbst
Sei {\displaystyle K[X]} der Polynomring über einem Körper {\displaystyle K}. Dann entsprechen die {\displaystyle K[X]}-Moduln eins-zu-eins den Paaren {\displaystyle (V,A)} bestehend aus einem {\displaystyle K}-Vektorraum {\displaystyle V} und einem Endomorphismus {\displaystyle A} auf {\displaystyle V}:
- Sei {\displaystyle M} ein {\displaystyle K[X]}-Modul. Wir stellen fest, dass {\displaystyle M} auch ein {\displaystyle K}-Vektorraum ist, da {\displaystyle K} in {\displaystyle K[X]} eingebettet ist. Sei {\displaystyle V} dieser Vektorraum. Das zu {\displaystyle M} gehörige Paar ist nun {\displaystyle (V,A)}, wobei {\displaystyle A} durch

{\displaystyle V\to V,\quad v\mapsto X\cdot v.}
gegeben ist.
- Zu einem Paar {\displaystyle (V,A)} definieren wir eine {\displaystyle K[X]}-Modulstruktur durch

{\displaystyle X\cdot v:=A(v)}
und setzen das {\displaystyle K}-linear auf {\displaystyle K[X]} fort, d. h., für alle
{\displaystyle p(X)=a_{0}+a_{1}X+a_{2}X^{2}+\dotsb +a_{n}X^{n}\in K[X]}
setzen wir
{\displaystyle p(X)\cdot v:=(p(A))(v):=a_{0}\cdot v+a_{1}\cdot A(v)+a_{2}\cdot A^{2}(v)+\dotsb +a_{n}\cdot A^{n}(v)}.

### Ringideale
Jeder Ring ist ein Modul über sich selbst mit der Ringmultiplikation als Operation. Die Untermoduln entsprechen dann genau den Idealen von {\displaystyle R} (da {\displaystyle R} in diesem Abschnitt kommutativ ist, brauchen wir nicht zwischen Links- und Rechtsidealen zu unterscheiden).

## Moduln über einem beliebigen Ring
Es sei {\displaystyle (R,+,\cdot )} ein Ring. Ist dieser Ring nicht (unbedingt) kommutativ, so muss man zwischen Links- und Rechtsmoduln unterscheiden.
Ein {\displaystyle R}-Linksmodul ist eine abelsche Gruppe {\displaystyle (M,+)} zusammen mit einem Ring {\displaystyle (R,+,\cdot )} und einer Abbildung
{\displaystyle R\times M\to M,\quad (r,m)\mapsto r\cdot m=rm,}
die in beiden Argumenten additiv ist, d. h. für alle {\displaystyle r,r_{1},r_{2}\in R,\,m,m_{1},m_{2}\in M} gilt
- {\displaystyle (r_{1}+r_{2})\cdot m=r_{1}\cdot m+r_{2}\cdot m} und
- {\displaystyle r\cdot (m_{1}+m_{2})=r\cdot m_{1}+r\cdot m_{2},}

und für die
- {\displaystyle r_{1}\cdot (r_{2}\cdot m)=(r_{1}\cdot r_{2})\cdot m} für alle {\displaystyle r_{1},r_{2}\in R,\ m\in M}

gilt.
Wird vorausgesetzt, dass {\displaystyle (R,+,\cdot )} ein unitärer Ring mit einem Einselement {\displaystyle 1} ist, so fordert man meist auch, dass der {\displaystyle R}-Linksmodul unitär (englisch: unital) ist, d. h.
- {\displaystyle 1\cdot m=m} für alle {\displaystyle m\in M}.

Manche Autoren verlangen für Ringe und Moduln grundsätzlich die Existenz eines Einselements.
Ein Rechtsmodul wird ähnlich definiert, außer dass die Skalare des Rings von rechts auf die Elemente von {\displaystyle M} wirken:

Ein {\displaystyle R}-Rechtsmodul ist eine abelsche Gruppe {\displaystyle M} zusammen mit einer
in beiden Argumenten additiven Abbildung
{\displaystyle M\times R\to M,\quad (m,r)\mapsto m\cdot r=mr,}
so dass
{\displaystyle (m\cdot r_{1})\cdot r_{2}=m\cdot (r_{1}\cdot r_{2})} für alle {\displaystyle r_{1},r_{2}\in R,\ m\in M.}
Ein Rechtsmodul über einem unitären Ring mit Einselement {\displaystyle 1} ist unitär, wenn
{\displaystyle m\cdot 1=m} für alle {\displaystyle m\in M} gilt.
Ist {\displaystyle R} kommutativ, so stimmen die Begriffe Links- und Rechtsmodul (bis auf die Schreibweise) überein, und man spricht einfach von {\displaystyle R}-Moduln. Üblicherweise wird die obige Notation für Linksmoduln verwendet.

### Alternative Definitionen
- Ein {\displaystyle R}-Linksmodul ist eine abelsche Gruppe {\displaystyle M} zusammen mit einem (ggf. unitären) Ringhomomorphismus

{\displaystyle R\to \operatorname {End} _{\mathbb {Z} }(M).}
Dabei ist {\displaystyle \operatorname {End} _{\mathbb {Z} }(M)} der Ring der Endomorphismen von {\displaystyle M} mit der Verkettung als Produkt:
{\displaystyle (f_{1}\cdot f_{2})(m):=f_{1}(f_{2}(m))} für {\displaystyle f_{1},f_{2}\in \operatorname {End} _{\mathbb {Z} }(M),m\in M.}
- Ein {\displaystyle R}-Rechtsmodul ist eine abelsche Gruppe {\displaystyle M} zusammen mit einem (ggf. unitären) Ringhomomorphismus

{\displaystyle R\to (\operatorname {End} _{\mathbb {Z} }(M))^{\mathrm {op} }.}
Dabei sei {\displaystyle (\operatorname {End} _{\mathbb {Z} }(M))^{\mathrm {op} }} der Gegenring des Endomorphismenrings, das heißt der Ring der Endomorphismen von {\displaystyle M} mit der Rechtsverkettung als Produkt:
{\displaystyle (f_{1}\cdot f_{2})(m):=f_{2}(f_{1}(m))} für {\displaystyle f_{1},f_{2}\in (\operatorname {End} _{\mathbb {Z} }(M))^{\mathrm {op} },m\in M.}

### Bimoduln
Es seien {\displaystyle R} und {\displaystyle S} Ringe. Dann ist ein {\displaystyle R}-{\displaystyle S}-Bimodul eine abelsche Gruppe {\displaystyle M} zusammen mit einer {\displaystyle R}-Linksmodul- und einer {\displaystyle S}-Rechtsmodulstruktur, so dass
{\displaystyle (r\cdot m)\cdot s=r\cdot (m\cdot s)} für {\displaystyle r\in R,m\in M,s\in S}
gilt.
Für unitäre Ringe {\displaystyle R} und {\displaystyle S} lässt sich ein unitärer {\displaystyle R}-{\displaystyle S}-Bimodul (d. h. mit {\displaystyle 1_{R}\cdot m=m\cdot 1_{S}=m} für alle {\displaystyle m\in M}) alternativ beschreiben als eine abelsche Gruppe {\displaystyle M} zusammen mit einem unitären Ringhomomorphismus
{\displaystyle R\otimes _{\mathbb {Z} }S^{\mathrm {op} }\to \operatorname {End} _{\mathbb {Z} }M.}
Das heißt: Ein unitärer {\displaystyle R}-{\displaystyle S}-Bimodul ist nichts anderes als ein unitärer {\displaystyle R\otimes _{\mathbb {Z} }S^{\mathrm {op} }}-Linksmodul.

## Wechsel des Rings
{\displaystyle R} und {\displaystyle S} seien Ringe und {\displaystyle \rho \colon S\to R} sei ein Ringhomomorphismus. Für jeden {\displaystyle R}-Modul {\displaystyle M} definiert die Vorschrift
{\displaystyle (s,m)\mapsto \rho (s)m}
eine {\displaystyle S}-Modulstruktur auf {\displaystyle M}, die die mit {\displaystyle \rho } und der {\displaystyle R}-Modulstruktur assoziierte genannt wird. Dieser {\displaystyle S}-Modul wird mit {\displaystyle \rho _{*}(M)} oder mit {\displaystyle M_{[S]}} bezeichnet. Ist insbesondere {\displaystyle S} ein Unterring von {\displaystyle R} und {\displaystyle \rho } die kanonische Einbettung, dann wird {\displaystyle \rho _{*}(M)} der durch Einschränkung der Skalare von {\displaystyle R} auf {\displaystyle S} erhaltene {\displaystyle S}-Modul genannt.
Ist {\displaystyle N} ein Untermodul von {\displaystyle M}, dann ist {\displaystyle \rho _{*}(N)} ein Untermodul von {\displaystyle \rho _{*}(M)} und {\displaystyle \rho _{*}(M/N)=\rho _{*}(M)/\rho _{*}(N).}

## Moduln über einer assoziativen Algebra
Ist {\displaystyle R} ein kommutativer Ring und {\displaystyle A} eine assoziative R-Algebra, so ist ein {\displaystyle A}-Linksmodul ein {\displaystyle R}-Modul {\displaystyle M} zusammen mit einem {\displaystyle R}-Modulhomomorphismus
{\displaystyle A\otimes _{R}M\to M,\quad a\otimes m\mapsto am,}
so dass
{\displaystyle a_{1}(a_{2}m)=(a_{1}a_{2})m} für {\displaystyle a_{1},a_{2}\in A,m\in M}
gilt.
Ein {\displaystyle A}-Rechtsmodul ist ein {\displaystyle R}-Modul {\displaystyle M} zusammen mit einem {\displaystyle R}-Modulhomomorphismus
{\displaystyle M\otimes _{R}A\to M,\quad m\otimes a\mapsto ma,}
so dass
{\displaystyle (ma_{1})a_{2}=m(a_{1}a_{2})} für {\displaystyle a_{1},a_{2}\in A,m\in M}
gilt.
Unitäre Moduln und Bimoduln sind analog zum Fall der Ringe definiert.

## Moduln über einer Lie-Algebra
Es sei {\displaystyle {\mathfrak {g}}} eine Lie-Algebra über einem Körper {\displaystyle K}. Ein {\displaystyle {\mathfrak {g}}}-Modul oder eine Darstellung von {\displaystyle {\mathfrak {g}}} ist ein {\displaystyle K}-Vektorraum {\displaystyle M} zusammen mit einer {\displaystyle K}-bilinearen Abbildung
{\displaystyle {\mathfrak {g}}\times M\to M,\;(X,m)\mapsto X\cdot m,}
so dass
{\displaystyle [X,Y]\cdot m=X\cdot (Y\cdot m)-Y\cdot (X\cdot m)} für {\displaystyle X,Y\in {\mathfrak {g}},m\in M}
gilt.
Alternativ ist ein {\displaystyle {\mathfrak {g}}}-Modul ein {\displaystyle K}-Vektorraum {\displaystyle M} zusammen mit einem Homomorphismus von Liealgebren über {\displaystyle K}
{\displaystyle {\mathfrak {g}}\to {\mathfrak {gl}}(M);}
dabei ist {\displaystyle {\mathfrak {gl}}(M)} die {\displaystyle K}-Algebra der Endomorphismen von {\displaystyle M} mit dem Kommutator als Lieklammer.
{\displaystyle {\mathfrak {g}}}-Moduln sind dasselbe wie Moduln unter der universellen einhüllenden Algebra von {\displaystyle {\mathfrak {g}}}.

## Moduln über einer Gruppe
Es sei {\displaystyle (G,*)} eine Gruppe. Ein {\displaystyle G}-Modul oder genauer {\displaystyle G}-Linksmodul ist eine abelsche Gruppe {\displaystyle (M,+)} zusammen mit einer äußeren zweistelligen Verknüpfung
{\displaystyle G\times M\to M,\;(g,m)\mapsto g\cdot m},
so dass
{\displaystyle g\cdot (m_{1}+m_{2})=g\cdot m_{1}+g\cdot m_{2}} für alle {\displaystyle g\in G,m_{1},m_{2}\in M}
und
{\displaystyle (g_{1}*g_{2})\cdot m=g_{1}\cdot (g_{2}\cdot m)} für alle {\displaystyle g_{1},g_{2}\in G,m\in M}
sowie
{\displaystyle e\cdot m=m} für das neutrale Element {\displaystyle e} von {\displaystyle G} und für alle {\displaystyle m\in M}
gilt.
Ein {\displaystyle G}-Rechtsmodul ist analog definiert; die zweite Bedingung ist durch
{\displaystyle m\cdot (g_{1}*g_{2})=(m\cdot g_{1})\cdot g_{2}} für alle {\displaystyle g_{1},g_{2}\in G,m\in M}
zu ersetzen.
Alternativ dazu ist ein {\displaystyle G}-(Links-)Modul eine abelsche Gruppe {\displaystyle (M,+)} zusammen mit einem Gruppenhomomorphismus
{\displaystyle G\to \operatorname {Aut} _{\mathbb {Z} }(M),}
dabei ist {\displaystyle \operatorname {Aut} _{\mathbb {Z} }(M)=(\operatorname {End} _{\mathbb {Z} }(M))^{\times }} die Gruppe der Automorphismen von {\displaystyle M} mit der Verknüpfung
{\displaystyle (f_{1}\circ f_{2})(m)=f_{1}(f_{2}(m))} für {\displaystyle f_{1},f_{2}\in \operatorname {Aut} _{\mathbb {Z} }(M),m\in M.}
Ein {\displaystyle G}-Rechtsmodul ist eine abelsche Gruppe {\displaystyle (M,+)} zusammen mit einem Gruppenhomomorphismus
{\displaystyle G\to (\operatorname {Aut} _{\mathbb {Z} }(M))^{\mathrm {op} },}
das Produkt auf {\displaystyle (\operatorname {Aut} _{\mathbb {Z} }(M))^{\mathrm {op} }} ist durch
{\displaystyle (f_{1}\bullet f_{2})(m):=f_{2}(f_{1}(m))} für {\displaystyle f_{1},f_{2}\in (\operatorname {Aut} _{\mathbb {Z} }(M))^{\mathrm {op} },m\in M}
gegeben.
Ist {\displaystyle R} weiter ein Ring, so ist ein {\displaystyle G}-{\displaystyle R}-Modul eine abelsche Gruppe mit einer {\displaystyle R}-Modul- und einer {\displaystyle G}-Modulstruktur, die in dem folgenden Sinne kompatibel sind:
{\displaystyle r\cdot (g\cdot m)=g\cdot (r\cdot m)} für {\displaystyle r\in R,g\in G,m\in M.}
Alternativ ist ein {\displaystyle G}-{\displaystyle R}-Modul ein {\displaystyle R}-Modul zusammen mit einem Gruppenhomomorphismus
{\displaystyle G\to \operatorname {Aut} _{R}(M),}
dabei ist {\displaystyle G\to \operatorname {Aut} _{R}(M)} die Gruppe der Automorphismen von {\displaystyle M} als {\displaystyle R}-Modul.
{\displaystyle G}-{\displaystyle R}-Moduln sind dasselbe wie Moduln über dem Gruppenring {\displaystyle R[G]}.
Ist {\displaystyle K} speziell ein Körper, so stimmt der Begriff des {\displaystyle G}-{\displaystyle K}-Moduls mit dem der {\displaystyle K}-linearen Darstellung von {\displaystyle G} überein.